# Centro de Investigación del Cáncer
El Centro de Investigación del Cáncer - CIC - es un centro español de investigación integral de cáncer. Ubicado en Salamanca, está adscrito al Consejo Superior de Investigaciones Científicas y a la Universidad de Salamanca a través del Instituto Universitario de Biología Molecular y Celular del Cáncer (IBMCC). El CIC Salamanca desarrolla programas de investigación y formación en ciencia biomédica básica y aplicada.

## Fundación, fines y organización del CIC
El CIC Salamanca es un centro de investigación integral del cáncer creado en el año 1997 que sigue el modelo de los Comprehensive Cancer Center de Estados Unidos, integrando la investigación en proyectos nacionales e internacionales y la excelencia en todos los niveles de investigación, tanto básico como clínico y aplicado o traslacional.
El CIC se constituye alrededor del  IBMCC y está integrado en la Universidad de Salamanca (USAL) y el Consejo Superior de Investigaciones Científicas (CSIC). El CIC está reconocido como Centro Sanitario por el sistema de Sanidad de Castilla y León (Sacyl).
El CIC se concibe como un elemento de aglutinación de los mejores recursos humanos existentes en el campo de la investigación del cáncer a nivel regional (Castilla y León) y nacional, con vocación de ser referencia por su calidad, tanto a nivel nacional como internacional.
El CIC de Salamanca funciona de acuerdo a estatutos de funcionamiento consensuados por la USAL y el CSIC, poniendo en marcha las recomendaciones del Patronato de la Fundación la Investigación del Cáncer de la Universidad de Salamanca (FICUS), el Comité Científico Asesor Externo y la Gerencia económica de dicha Fundación.

### Ubicación
El CIC Salamanca está ubicado en el Campus Miguel de Unamuno de la Universidad de Salamanca.

### Dirección
Su director es Eugenio Santos, especialista en oncogenes, mecanismos de transformación maligna, proliferación y diferenciación celular así como los reguladores positivos de la activación de proteínas en procesos de proliferación, diferenciación y transformación maligna.

### Comité Científico Externo
El Comité Científico está formado por científicos ajenos al CIC y su director:
- Juan Bernal Carrasco - Instituto de Investigaciones Biomédicas Alberto Sols, CSIC, Madrid
- Elías Campo - Anatomía Patológica, Hospital Clínico y Provincial de Barcelona
- Eduardo Díaz Rubio - Oncología, Hospital Clínico de Madrid (UCM), Madrid
- Carlos López Otín - Inst. Univ. Oncología Principado de Asturias, Universidad de Oviedo
- Julio R. Villanueva - Fundación Ramón Areces, Madrid
- Francisco Sánchez Madrid - Inmunología, Hospital Universitario de la Princesa, Madrid
- Eugenio Santos - Centro de Investigación del Cáncer, Salamanca

## Trabajos

### Publicaciones
- Memoria de actividades del CIC -pueden consultarse las publicaciones, proyectos y actividades científicas, sanitarias-
- González y Galán F. El Centro de Investigación del Cáncer de Salamanca: origen, características y dificultades. Salamanca: Ediciones Universidad de Salamanca; 2006. 84-7800-482-3.

### Genoma de la leucemia linfática crónica
El CIC Salamanca colaboró en el proyecto nacional de secuenciación del genoma de la leucemia linfática crónica, inscrito en el proyecto mundial del genoma del cáncer con la participación directa de Jesús San Miguel, Marcos González Díaz, Enrique de Álava y Jesús M. Hernández, quienes son coautores, con otros científicos y especialistas, del artículo publicado en la revista Nature sobre el genoma de la LLC.